# Zapped : Une application d'enfer !
Pour les articles homonymes, voir Zapped!.
Pour plus de détails, voir Fiche technique et Distribution.
Zapped : Une application d'enfer ! est un téléfilm américain de la collection des Disney Channel Original Movie réalisé par Peter DeLuise. Il a été diffusé le 27 juin 2014 aux États-Unis. En France, le film a été diffusé le 23 septembre 2014 sur Disney Channel France. Ce téléfilm est tiré du roman Boys are Dogs écrit par l'écrivain Leslie Margolis.

## Synopsis
Zoey Stevens est une jeune fille accro à son téléphone, qui vient d'emménager avec sa nouvelle famille composée de son beau-père, de ses trois demi-frères et d'un chien. Sauf que la vie n'est pas facile avec ses quatre nouveaux garçons. À sa nouvelle école, elle rencontre pleins de groupes différents de garçons qui la laissent perplexe, dont Jackson Kale qui tombe amoureux d'elle. Pour maîtriser son nouveau chien, Zoey installe une application sur son téléphone. Mais après un accident, l'application ne maîtrise plus les chiens, mais les garçons.
Zoey l'utilise alors pour changer sa vie à la maison et à l'école. Mais un incident fait que tout ne se passe pas comme prévu...

## Distribution
- Zendaya Coleman (VFB : Cathy Boquet) : Zoey Stevens
- Chanelle Peloso (VFB : Élisabeth Guinand) : Rachel Todds
- Spencer Boldman (VFB : Ilyas Mettioui) : Jackson Kale
- Emilia McCarthy (VFB : Laëtitia Liénart) : Taylor Dean
- Adam DiMarco (VFB : Maxime Donnay) : Adam Thompson
- Conner Cowie (VFB : Raphaëlle Bruneau) : Zach Thompson
- William Ainscough (VFB : Émilie Guillaume) : Ben Thompson
- Aleks Paunovic (VFB : Michel Hinderyckx): Ted Thompson
- Lucia Walters (VFB : Laurence César) : Jeannie Stevens
- Jedidiah Goodacre (VFB : Alexandre Crépet) : Tripp
- Louriza Tronco (VFB : Dominique Wagner) : Yuki
- Samuel Patrick Chu : Charlie

- Version française
  - Société de doublage : Dubbing Brothers 
  - Direction artistique : Cécile Florin
  - Adaptation des dialogues : Émilie Pannetier

Source: Carton de doublage sur Disney+.

## Chansons du film
- Zendaya - Too much
- Renald Francœur - Go for it
- Renald Francœur - The way you move